# Jalan Dua
Jalan Dua is een bestuurslaag in het regentschap Aceh Timur van de provincie Atjeh, Indonesië. Jalan Dua telt 325 inwoners (volkstelling 2010).